# Abanqueiro
Abanqueiro (llamada oficialmente San Cristovo de Abanqueiro) es una parroquia y una aldea española del municipio de Boiro, en la provincia de La Coruña, Galicia. 

## Otras denominaciones
La parroquia también es conocida por el nombre de San Cristóbal de Abanqueiro.

## Etimología
El significado de la palabra Abanqueiro no tiene nada que ver con el significado de la cascada, que recoge la RAG. La hipótesis más aceptada es que se deriva de "Banco de ostras”, debido a la abundancia de mariscos en la costa de la parroquia, y se dice que en tiempo de los Austrias, se les mandaban ostras en escabeche. Hoy en día es casi imposible encontrarlos debido al exceso de recolección.

## Entidades de población
Entidades de población que forman parte de la parroquia:
- Abanqueiro
- La Iglesia (A Igrexa)
- Chancelas
- Chazo (O Chazo)
- Graso
- Pedra da Bouza (A Pedra da Bouza)
- Portomouro
- Quintáns
- Saltiño (O Saltiño)
- San Martín (San Martiño)
- Triñanes (Triñáns)
- Exipto

## Demografía

### Parroquia
| Gráfica de evolución demográfica de Abanqueiro (parroquia) entre 2000 y 2022 |
|                                                                              |
| Datos según el nomenclátor publicado por el INE.                             |

### Aldea
| Gráfica de evolución demográfica de Abanqueiro (Aldea) entre 2000 y 2022 |
|                                                                          |
| Datos según el nomenclátor publicado por el INE.                         |

## Monumentos
La iglesia parroquial románica de San Cristóbal de Abanqueiro donde se encontraron los restos de una bóveda de piedra con figuras de la Virgen María, un ángel y San Paulo, que parecen ser del siglo XIII, además de la Capilla de Nuestra Señora de Egipto, en el núcleo de Egipto. Capilla a la Virgen del Carmen, en Chazo, Capilla de San Martiño, el Pazo de Agüeiros, Casas Solariegas -con Heráldicas-, en Quintáns.

## Festividades
En la parroquia la fiesta tradicional más conocida es La romería de Nuestra Señora de Egipto el primer domingo de agosto.

## Turismo
Fundamentalmente rodeada por mar, se destacan las playas Quintáns, Portomouro, A Fontenla y Mañóns, este último reconocido con la Bandera Azul.

## Economía
El marisco es una de sus más importantes fuentes de ingresos y una de las empresas conserveras más importantes de España, Rianxeira (JEALSA-RIANXEIRA, SA) tiene su origen en esta parroquia en el puerto de Bodión.